# 加賀岩內站
加賀岩內站（日语：／ Kaga-iwauchi eki */?）是位於石川縣能美郡辰口町岩內（現時：能美市岩內町），北陸鐵道能美線的鐵路車站（廢站）。

## 概要
由於此站與國鐵（開業當初為省線）之間有著聯絡運輸的關係。而在國鐵的岩內線內也有一個相同日文寫法的車站岩內站。為了避免同名而加上舊國名。在鄰近按摩店內的客人可購買前往國鐵線的聯絡車票。有一段時期，在能美線各站中，此站是販賣最多聯絡車票的車站。
在有人車站時代，設有2名職員當值。此站設有貨運業務，當時會處理米、小麥等農產品，也會處理草編工藝品、肥料、紡織品等製品。

## 歷史
- 1925年（大正14年）6月5日：能美電氣鐵道開設岩內站[3]。當初此站沒有與省線有著聯絡運輸的關係[1]。
- 1938年（昭和13年）10月27日（通知）：月台牆身由木製變為混凝土。月台長度由9m144cm延長至15m[1]。
- 1939年（昭和14年）8月1日：金澤電氣軌道收購合併能美電氣鐵道[4]。
- 1941年（昭和16年）8月1日：北陸合同電氣（現時：北陸電力）合併金澤電氣軌道。
- 1942年（昭和17年）3月26日：在轉讓業務下，成為北陸鐵道能美線車站。
- 1946年（昭和21年）以後：改名為加賀岩內站[3]。當時開始與國鐵聯絡運輸[1]。
- 1967年（昭和42年）1月14日：廢除貨物側線[1]。同時成為無人車站[2]。
- 1980年（昭和55年）9月14日：能美線全線廢除，此站也被廢除[3]。

## 車站構造
在能美線各站中，此站範圍比較大。在全盛時期設有貨物側線。在晩年只剩下1面1線的單式月台，站內設有木製站舍。

## 車站周邊
- 岩內體育館
- 岩內保育園

## 現狀
在廢線後，車站遺址變成公園。國內設置了石碑。在此站遺址向火釜一方的路軌由於經過稻田土地調整而已經看不見任何痕跡。

## 相鄰車站
北陸鐵道
能美線
三口－加賀岩內－火釜

## 注腳
1. 1 2 3 4 5 6 7  RM LIBRARY 230 北陸鉄道能美線（寺田裕一著　Neko出版　2018年10月1日初版）p.39-41
2. 1 2 3 4 5  能美市『能美電ものがたり 運行時の各駅と現在』 （页面存档备份，存于）（日語）（PDF）
3. 1 2 3  今尾惠介《日本鐵道旅行地圖帳》6號 北信越（新潮社、2008年）p.28
4. ↑  7月27日 得到許可「鉄道譲渡」《官報》1939年7月31日（國立國會圖書館數碼化收藏）

## 相關項目
- 日本鐵路車站列表 Ka